# Alulim

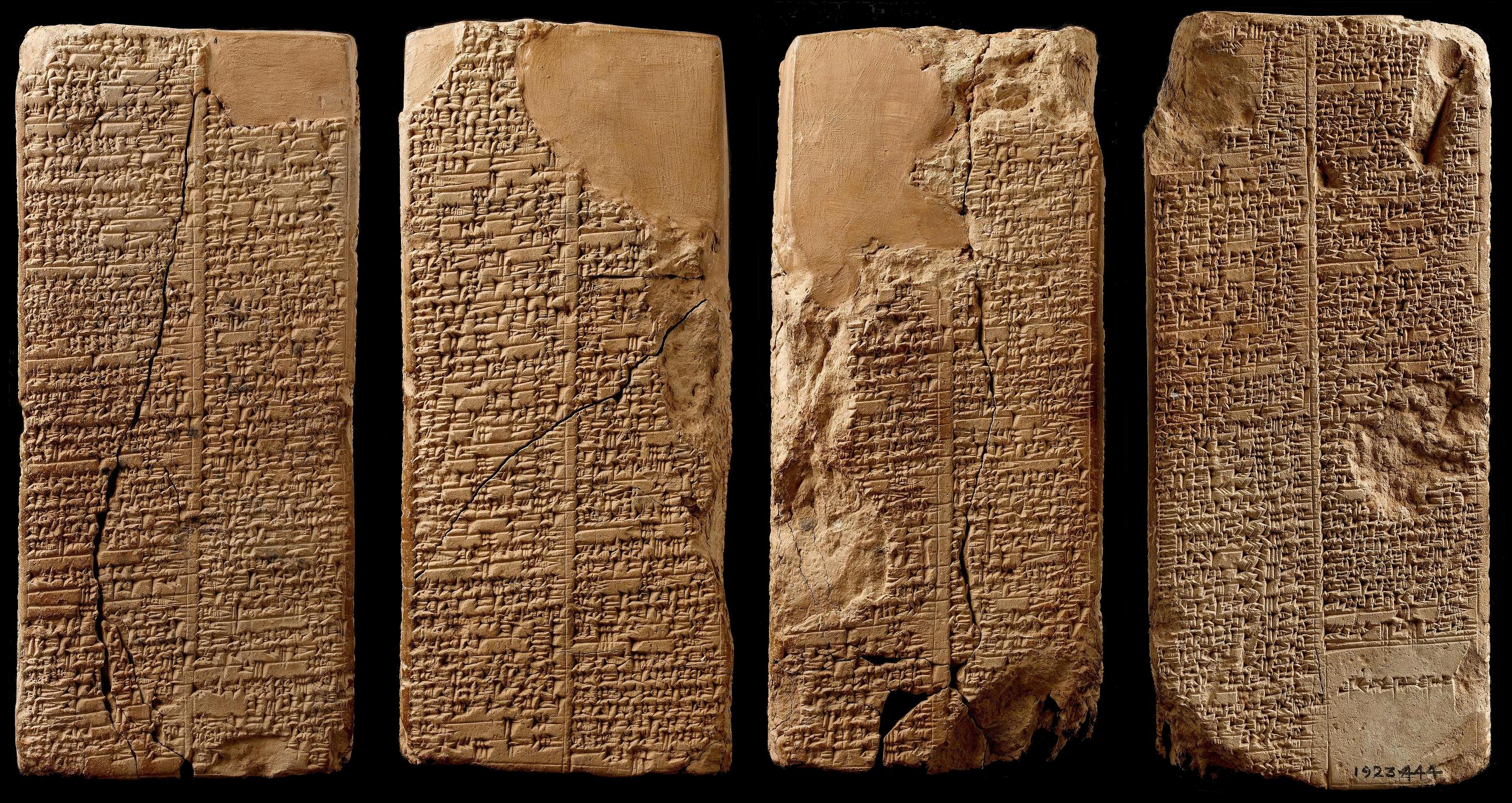
El prisma de Weld-Blundell se encuentra entre las versiones más antiguas, mejor conservadas y más conocidas de la lista de reyes sumerios, donde se incluye Alulim.

Alulim o Alulimas es en la cultura mesopotámica antigua el primero de todos los patriarcas antediluvianos, procedente de la ciudad sumeria de Eridu. Generalmente se le identifica como Adapa hijo de Enki, a quien habría dado parte de su propia genética. En la lista real sumeria se le coloca a la cabeza de estos enigmáticos monarcas que, de haber existido, habría reinado entre los años 453.600 al 388.800 a.d.D (Antes del diluvio) (sic). La Lista Real Sumeria tiene la siguiente entrada para Alulim:
"Después que la realeza descendió de los cielos, el reino estaba en in Eridug (Eridu). En Eridug, Alulim llegó a ser rey; gobernó durante  28.800 años."
En su reinado, Alulim, promulgó un edicto en el que se declaraba sacerdote elegido por Anu para guiar al pueblo. Al morir según parece, se convirtió en uno de los siete sabios o Apkallu, o bien, habría sido uno de ellos.